# ퟑ
ퟑ(표준어: 디귿시옷기역, 문화어: 디읃시읏기윽)은 한글 낱자 ㄷ과 ㅅ과 ㄱ을 겹쳐 놓은 것이다. 종성으로 쓰였지만 현재는 쓰이지 않는다.

## 코드 값
| 종류                  | 종류           | 글자   | 유니코드 | HTML   |
| --------------------- | -------------- | ------ | -------- | ------ |
| 한글 호환 자모        | 한글 호환 자모 | (없음) | (없음)   | (없음) |
| 한글 자모 영역        | 첫소리         | (없음) | (없음)   | (없음) |
| 한글 자모 영역        | 끝소리         | ᅟᅠퟑ     | U+D7D1   | 빈칸   |
| 한양 사용자 정의 영역 | 첫소리         | (없음) | (없음)   | (없음) |
| 한양 사용자 정의 영역 | 끝소리         |     | U+F887   | 빈칸   |
| 반각                  | 반각           | (없음) | (없음)   | (없음) |